# Here at Last… Bee Gees… Live
A Here at Last… Bee Gees… Live című lemez a Bee Gees együttes diszkográfiájának huszonnegyedik nagylemeze.

A lemez az 1976. december 20-án Los Angelesben, a Forumban megtartott koncertből válogatás. A koncert anyagából egy másik koncertlemez (You Should Be Dancing) is megjelent.

## Az album dalai
1. I've Gotta Get a Message To You (Barry, Robin és Maurice Gibb) – 4:03
2. Love So Right (Barry, Robin és Maurice Gibb) – 4:48
3. Edge of the Universe Barry és Robin Gibb) – 5:15
4. Come On Over (Barry és Robin Gibb) – 3:25
5. Can't Keep a Good Man Down (Barry, Robin és Maurice Gibb) – 4:48
6. New York Mining Disaster 1941 (Barry és Robin Gibb) – 2:16
7. Run To Me (Barry, Robin és Maurice Gibb) / World (Barry, Robin és Maurice Gibb) – 2:33
8. Holiday (Barry és Robin Gibb) / I Cn't See Nobody (Barry és Robin Gibb) / I Started a Joke (Barry, Robin és Maurice Gibb) / Massachusetts (Barry, Robin és Maurice Gibb) – 7:15
9. How Can You Mend a Broken Heart (Barry és Robin Gibb) – 3:45
10. To Love Somebody (Barry és Robin Gibb) – 4:08
11. You Should Be Dancing (Barry, Robin és Maurice Gibb) – 9:22
12. Boogie Child (Barry, Robin és Maurice Gibb) – 5:02
13. Down The Road (Barry és Robin Gibb) – 4:33
14. Words (Barry, Robin és Maurice Gibb) – 4:19
15. Wind of Change (Barry és Robin Gibb) – 4:42
16. Nights on Broadway (Barry, Robin és Maurice Gibb) – 4:41
17. Jive Talkin'  (Barry, Robin és Maurice Gibb) – 5:04
18. Lonely Days (Barry, Robin és Maurice Gibb) – 4:13

## A számok rögzítési ideje
1976. december 20.: The Forum Los Angeles

Utómunkák: 1977. február: Le Château, Hérouville, Franciaország

## Közreműködők
- Barry Gibb – ének, gitár
- Robin Gibb – ének, orgona
- Maurice Gibb – ének, basszusgitár, zongora
- Dennis Byron – dob
- Joe Lala – egyéb ütőhangszerek
- Blue Weaver – zongora, szintetizátor, billentyűs hangszerek
- Alan Kendall – gitár
- Boneroo Horns (Peter Graves, Neil Bonsanti, Bill Purse, Ken Faulk, Whit Sidener, Stan Webb) – rézfúvósok
- Geoff Westley : billentyűs hangszerek
- Joe Murcia : gitár

## A nagylemez megjelenése országonként
- Belgium RSO 2658 120 1977
- Brazília RSO 2479 188/189 1977
- Egyesült Államok RSO RS-2-390 1977
- Egyesült Királyság RSO 2658 120 1977, RSO 2479 188/189 1977
- Franciaország RSO 2658 120 1977
- Hollandia RSO 2658 120 1977
- Japán RSO MWZ-8101/2 1977, CD: Polydor P58W25008/9 1987, Polydor POCP2245/6 1993, Polydor/Universal UICY-3816/7 2004
- Jugoszlávia RTB-RSO 5705/06 1977
- Koreai Köztársaság Sung Eum SEL-RG 585 1982
- Németország RSO 2658 120 1977
- Norvégia RSO 2658 120 1977
- Olaszország RSO 2658 120 1977
- Svájc RSO 2658 120 1977
- Tajvan Jen Sheng JS-5217 1977
- Uruguay RSO 2658 120 1977

## Az album dalaiból megjelent kislemezek, EP-k
- Edge of the Universe (live 76) / Words (live 76) Ausztrália RSO 2090 255 1977, Belgium RSO 2090 255 1977, Egyesült Államok RSO RS-880 1977, Franciaország RSO 2090 255 1977, Fülöp-szigetek Dyna-RSO 873-031 1977, Hollandia RSO 2090 255 1977, Japán RSO DWQ-6043 1977, Kanada RSO RS-880 1977, Németország RSO 2090 255 1977, Olaszország RSO 2090 255 1977
- Lonely Days / Words 1977 Egyesült Államok RSO RS 8011

## Eladott példányok
Here at Last… Bee Gees… Live című lemezből a világ országaiban 4,6 millió példány (ebből Amerikában 3,2 millió, az Egyesült Királyságban 100 ezer, Kanadában pedig 50 ezer) került értékesítésre.